# شانتل إيبرل
شانتل إيبرل هي لاعبة كرلنغ كندية، ولدت في 17 سبتمبر 1981 في ريجاينا في كندا.

## وصلات خارجية
- شانتل إيبرل على موقع الاتحاد الدولي للكرلنغ (الإنجليزية)